# Ayakashi
Ayakashi (アヤカシ?) è il nome collettivo usato per indicare gli yōkai che appaiono sopra la superficie di uno specchio d'acqua.

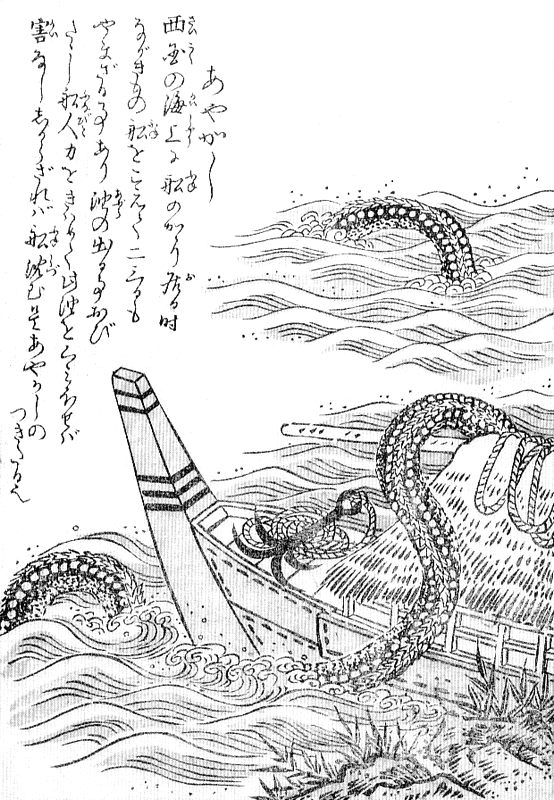
Un ayakashi presente nel libro Konjaku Hyakki Shūi di Toriyama Sekien

Nella Prefettura di Nagasaki, le luci fantasma atmosferiche che appaiono sopra l'acqua sono chiamate ayakashi, così come i funayūrei nella Prefettura di Yamaguchi e nella Prefettura di Saga. Nel Giappone occidentale, si dice che gli ayakashi siano gli spiriti vendicativi di coloro che sono morti in mare e che stiano tentando di catturare più persone per unirsi a loro. Sull'isola di Tsushima, sono anche chiamate luci fantasma atmosferiche degli ayakashi (あやかし の 開花?, ayakashi no kaika), appaiono sulle spiagge la sera e si dice che assomiglino a un bambino che cammina nel mezzo di un fuoco. Nel Giappone costiero, le luci fantasma atmosferiche appaiono come montagne che ostacolano il cammino, e si dice che scompaiano se non la si evita e si cerca anzi di urtarla prestandole attenzione.
C'è anche la credenza popolare che se una remora viva dovesse rimanere bloccata sul fondo di una barca, non sarebbe in grado di muoversi, quindi ayakashi è usato anche come sinonimo di questo tipo di pesce.
Nel Konjaku hyakki shūi di Toriyama Sekien, gli ayakashi sono rappresentati da un grande serpente marino, ma questo potrebbe in realtà essere un ikuchi.

## Leggenda in Giappone
Nel Kaidanoi no Tsue, una raccolta di storie di fantasmi del periodo Edo, c'era scritto quanto affermato di seguito.
A Taidōzaki, nel distretto di Chōsei, prefettura di Chiba, un marinaio sbarcò in cerca di acqua. Una bella donna stava attingendo acqua da un pozzo, così condivise un po' d'acqua con lui e questi tornò alla barca. Quando questo venne riferito al barcaiolo, esso disse: «Non c'è nessun pozzo in quel luogo. Tanto tempo fa, c'era qualcuno che aveva bisogno di acqua, vi si recò nello stesso modo e scomparve. Quella donna era l'ayakashi». Il barcaiolo mise in fretta la nave in mare ma la donna lo inseguì e morse lo scafo dell'imbarcazione. Senza indugio essi la scacciarono colpendola con il remo, riuscendo così a scappare.